# Giorgia Bronzini
Giorgia Bronzini (nascida em 3 de agosto de 1983) é uma ciclista profissional italiana que compete em provas de ciclismo de estrada e pista. Ela representou a Itália de dois Jogos Olímpicos, em Atenas 2004 e em Londres 2012.